# روي دايسون
روي دايسون (بالإنجليزية: Roy Dyson)‏ هو سياسي أمريكي، ولد في 15 نوفمبر 1948 في الولايات المتحدة. حزبياً، نشط في الحزب الديمقراطي. وقد انتخب عضو مجلس النواب لولاية ماريلند وانتخب عضو مجلس النواب الأمريكي.